# Abhishek Yadav
Abhishek Yadav (ur. 10 czerwca 1980 w Kanpurze) – indyjski piłkarz, grający na pozycji napastnika.

## Kariera klubowa
Abhishek Yadav rozpoczął swoją karierę w Rashtriya Chemical Fertilizers w 1998 roku. W latach 1999–2000 występował w Mahindra United, a 2000-2001 Churchill Brothers SC. W latach 2002–2007 ponownie był zawodnikiem występującego w Mahindry United. Z Mahindrą zdobył mistrzostwo Indii w 2006 oraz dwukrotnie Puchar Federacji w 2003 i 2005.
Od 2007 jest zawodnikiem Mumbai FC. Z klubem z Bombaju awansował do I-League w 2008.

## Kariera reprezentacyjna
W reprezentacji Indii Yadav zadebiutował w 2002 roku. W 2004 uczestniczył w eliminacjach Mistrzostw Świata 2006.
W 2008 Yadav wygrał z reprezentacją AFC Challenge Cup, co oznaczało wywalczenie awansu do Pucharu Azji, po 27-letniej przerwie. Yadav znalazł się w kadrze na ten turniej. Dotychczas rozegrał w reprezentacji 32 spotkania i strzelił 4 bramki.